# Kuwaiti Division I Basketball League
Il Campionato di pallacanestro del Kuwait, conosciuto anche con il nome di Kuwaiti Division I Basketball League, è la massima divisione professionistica di pallacanestro del Kuwait. Il torneo, organizzato dalla Federazione cestistica del Kuwait, è posto sotto l'egida della FIBA Asia. La competizione si tiene con cadenza annuale, da ottobre a maggio, e vede la partecipazione di 12 squadre.

## Storia
La prima edizione del campionato si è disputata nella stagione 1961-1962, con l'Al-Arabi S.C. che reclamò il primo titolo nazionale del Kuwait. Solo in due stagioni il campionato non è stato giocato, nella stagione 1990-1991 e in quella 2000-2001. 
La squadra che più volte nella storia della competizione è stata proclamata campione del Kuwait è il Al-Qadisiya, che ha vinto la competizione in ventitré edizioni.

## Formato
La Kuwaiti Division I Basketball League occupa il primo livello del nella piramide dei campionato cestistici del Kuwait; alla competizione prendono parte 12 squadre che si affrontano, due volte contro ogni opponente, in una prima fase a girone unico. Al termine della stagione regolare, le migliori quattro squadre in classifica si qualificano agli spareggi, dove le squadre accoppiate secondo la posizione finale si affrontano in delle serie al meglio delle cinque per determinare il campione nazionale.
Le squadre che invece si classificano nelle ultime due posizioni in classifica vengono invece retrocesse nella Kuwaiti Division II Basketball League..

## Squadre partecipanti
Elenco delle squadre partecipanti all'edizione 2023-2024
| Squadre        | Città         |
| -------------- | ------------- |
| Al Kuwait      | Al Kuwait     |
| Al-Arabi S.C.  | Al Kuwait     |
| Al Jahra S.C.  | al-Jahra      |
| Al-Naser       | Al Kuwait     |
| Al-Qadisiya    | Al Kuwait     |
| Al-Sahel       | Al Kuwait     |
| Al-Salmiya     | Salmiya       |
| Al Shabab      | al-Ahmadi     |
| Al Salibikhaet | Al Kuwait     |
| Al-Tadamon     | al-Farwaniyya |
| Al-Yarmouk     | Al Kuwait     |
| Kazma          | Al Kuwait     |

## Albo d'Oro
- 1961-62:  Al-Arabi S.C.
- 1962-63:  Al-Arabi S.C.
- 1963-64:  Al-Arabi S.C.
- 1964-65:  Al-Arabi S.C.
- 1965-66:  Al Kuwait
- 1966-67:  Al-Qadisiya
- 1967-68:  Kazma
- 1968-69:  Al-Qadisiya
- 1969-70:  Al Jahra S.C.
- 1970-71:  Al Jahra S.C.
- 1971-72:  Al Jahra S.C.
- 1972-73:  Al-Arabi S.C.
- 1973-74:  Al-Qadisiya
- 1974-75:  Al-Arabi S.C.
- 1975-76:  Al-Arabi S.C.
- 1976-77:  Al-Arabi S.C.
- 1977-78:  Al-Qadisiya
- 1978-79:  Al-Qadisiya
- 1979-80:  Kazma
- 1980-81:  Al-Qadisiya
- 1981-82:  Al Kuwait
- 1982-83:  Al-Qadisiya
- 1983-84:  Al-Qadisiya
- 1984-85:  Al-Qadisiya
- 1985-86:  Al-Qadisiya
- 1986-87:  Al-Qadisiya
- 1987-88:  Kazma
- 1988-89:  Kazma
- 1989-90:  Kazma
- 1990-91: non disputato[5]
- 1991-92:  Kazma
- 1992-93:  Al-Qadisiya
- 1993-94:  Kazma
- 1994-95:  Al-Qadisiya
- 1995-96:  Al-Qadisiya
- 1996–97:  Al Jahra S.C.
- 1997-98:  Al-Qadisiya
- 1998-99:  Al-Sahel
- 1999-00:  Kazma
- 2000-01: non disputato
- 2001-02:  Al-Qadisiya
- 2002-03:  Al Kuwait
- 2003-04:  Al Kuwait
- 2004-05:  Al-Qadisiya
- 2005-06:  Al Kuwait
- 2006-07:  Al-Qadisiya
- 2007-08:  Al-Qadisiya
- 2008-09:  Al-Qadisiya
- 2009-10:  Al-Qadisiya
- 2010-11:  Al-Qadisiya
- 2011-12:  Kazma
- 2012-13:  Al Kuwait
- 2013-14:  Al Kuwait
- 2014-15:  Al-Qadisiya
- 2015-16:  Al-Qadisiya
- 2016-17:  Al Kuwait
- 2017-18:  Al Kuwait
- 2018-19:  Al Kuwait
- 2019-20:  Al Kuwait
- 2020-21:  Al Kuwait
- 2021-22:  Al Kuwait
- 2022-23:  Al Kuwait
- 2023-24:  Al Kuwait
- 2024-25:  Al Kuwait

## Titoli per club
| Club          | Vittorie | Anni vittoria |
| ------------- | -------- | --- |
| Al-Qadisiya   | 23       | 1966-67, 1968-69, 1973-74, 1977-78, 1978-79, 1980-81, 1982-83, 1983-84, 1984-85, 1985-86, 1992-93, 1994-95, 1995-96, 1997-98, 2001-02, 2004-05, 2006-07, 2007-08, 2008-09, 2009-10, 2010-11, 2014-15, 2015-16 |
| Al Kuwait     | 16       | 1965-66, 1981-82, 2002-03, 2003-04, 2005-06, 2012-13, 2013-14, 2016-17, 2017-18, 2018-19, 2019-20, 2020-21, 2021-22, 2022-23, 2023-24, 2024-25                                                                |
| Kazma         | 9        | 1967-68, 1979-80, 1987-88, 1988-89, 1989-90, 1991-92, 1993-94, 1999-00, 2011-12 |
| Al-Arabi S.C. | 8        | 1961-62, 1962-63, 1963-64, 1964-65, 1972-73, 1974-75, 1975-76, 1976-77 |
| Al Jahra S.C. | 4        | 1969-70, 1970-71, 1971-71, 1996-97 |
| Al-Sahel      | 1        | 1998-99 |